# 市川政司
市川政司（いちかわ まさし、1888年 - 1961年）は、日本の造園家。長く東京市役所に奉職し、造園技師として活躍した。新潟県高田市生まれ。

## 経歴
1906年（明治39年）、新潟県立高田農学校を卒業。1907年、東京市役所道路課に入所する。1910年に技手となった。1924年（大正13年）に東京市技師、1928年（昭和3年）、保健局公園課技術掛長、1942年、東京都発足と職制改正によって、公園部技術課長に就任するが同年に定年退職する。
首都東京の公園、また街路樹と墓地（霊園）など市の公園緑化事業に関して、上司の公園課長井下清を支え、都内の街路樹整備と関東大震災後の東京の公園復興事業、老樹保護方法の研究、公園事業としての社会人園芸趣味普及等の業績をつむ。戦前期の都内の公園建設現業の責任者として大小公園の新設、改良、街路樹の研究改良、公園の維持管理、後輩の技術指導に功績を残す。
その他、東京市を中心とする桜の会、梅の会、蓮の会、園芸文化協会等の役員を歴任した。東京市退職後、公共慰霊事業、植物愛護事業などにかかわり、みずから植物植樹の培養につとめていた。